# Barbeiro-cirurgião

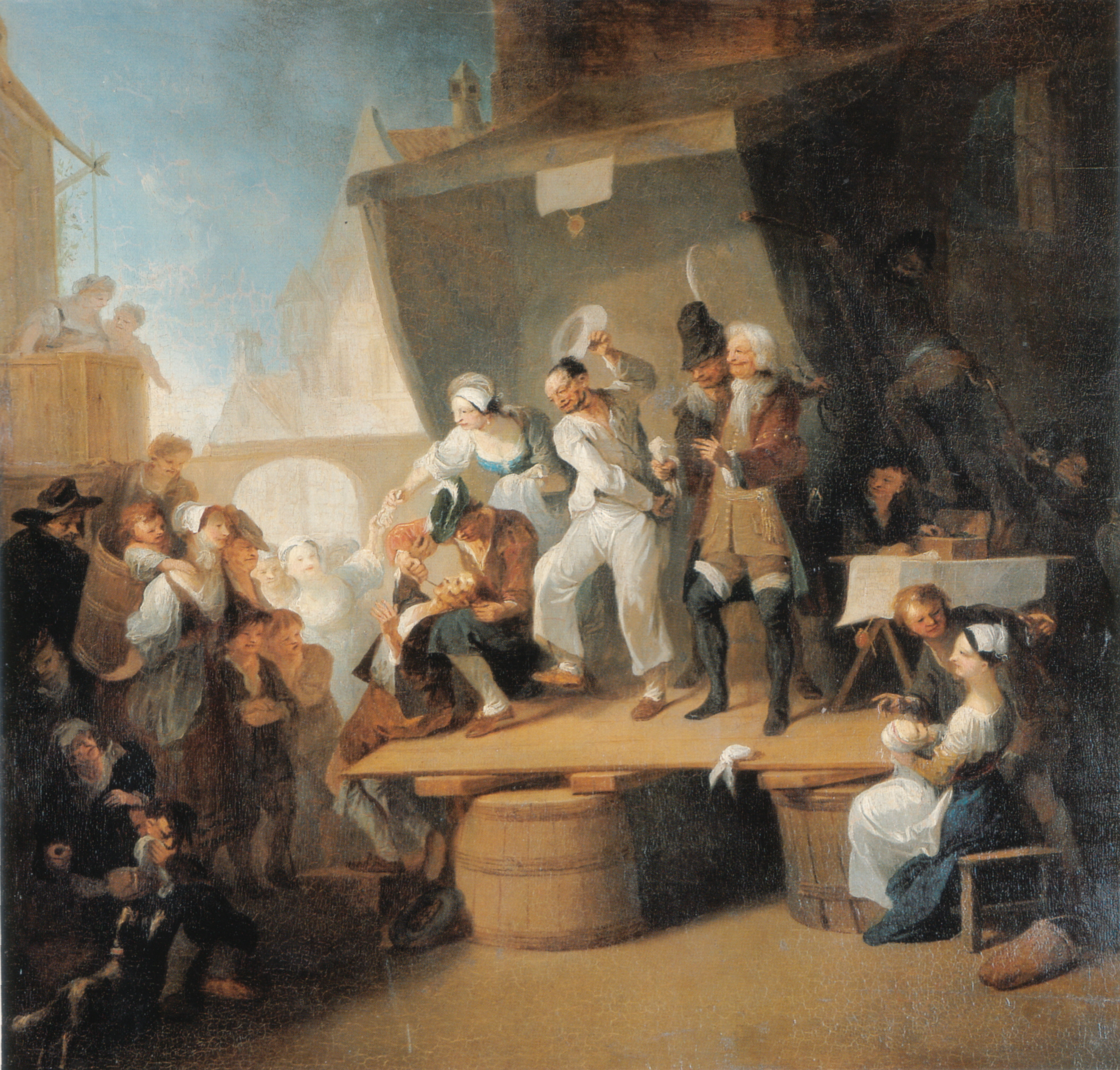
Franz Anton Maulbertsch's The Quack (c. 1785) mostra barbeiros-cirurgiões ao trabalho.

Barbeiro-cirurgião era uma das profissões mais comuns na área médica durante a Idade Média, que eram geralmente incumbidos do tratamento de soldados durante ou após batalhas. Nesta época, cirurgias em geral não eram realizadas por médicos, mas por barbeiros, que também faziam pequenas cirurgias nos ferimentos dos camponeses e sangrias.
Comumente, os barbeiros-cirurgiões fixavam residência próxima a castelos, onde também forneciam serviços para os abastados.

## Nas Ilhas Britânicas da Idade Média
O reconhecimento formal das habilidades do barbeiro-cirurgião (na Inglaterra, pelo menos) data de 1540, quando a Sociedade dos Cirurgiões se fundiu à Companhia dos Barbeiros para formar a Companhia dos Barbeiros-Cirurgiões. Note-se que, à época, tais profissionais não eram reconhecidos como médicos. Assim, sob pressão crescente da classe médica, em 1745 os cirurgiões se separaram dos barbeiros para formar a Companhia dos Cirurgiões. Em 1800, por intermédio de um  Decreto Real, foi criada a Escola Real de Cirurgiões da Inglaterra.
O último vestígio da tradição de barbeiros-cirurgiões com atuação médica é, provavelmente, o tradicional cilindro de barbeiro, que sinalizava o local de atuação desses profissionais. As cores do cilindro, costumeiramente em listras de branco e vermelho, representam respectivamente os curativos e o sangue próprios da profissão.
| |                                                              |                                                                   |
| "Paciente com calo no barbeiro-cirurgião." Pintura do século XVII, atribuída a Joos van Craesbeeck. | Barbearia em Torquay, Devon, com cilindro vermelho e branco. | Cilindro de Barbeiro, ca. 1938, North Carolina Museum of History. |

## Em Portugal e no Brasil
No Brasil dos séculos XVI e XVII os barbeiros-cirurgiões, eram portugueses e espanhóis, cristãos-novos e meio-cristãos-novos que praticavam pequenas cirurgias, além de sangrar, sarjar, lancetar, aplicar bichas e ventosas e arrancar dentes, além de cortar o cabelo e a barba. Negros e mestiços também começaram a atuar a partir da metade do século XVII e enquanto os barbeiros escravos trabalhavam para os seus senhores, os livres amealhavam para si mesmos os rendimentos de suas atividades e muitas vezes mantinham em treinamento escravos. Dentre seus instrumentos constavam navalha, pente, tesoura, lanceta, ventosa, sabão, pedra de amolar, bacia de cobre, escalpelo, boticão, escarificador, turquês e sanguessuga (Hirudo medicinalis). Os mais humildes praticavam suas atividades na própria rua, enquanto os mais preparados tinham suas lojas nas ruas principais. As atividades dos barbeiros-cirurgiões, no Brasil, perdurou até o século XIX.
Em Portugal, na segunda metade do século XX ainda havia barbeiros-cirurgiões nas aldeias, que além de apararem cabelo e barba também extraíam dentes e tratavam abcessos.